# Grottes de Lapas
Les grottes de Lapas sont un réseau de galeries artificielles situées dans la freguesia de São Pedro, Lapas e Ribeira Branca (pt), sur le territoire de la municipalité de Torres Novas (district de Santarém, Portugal),.
Elle sont classées Immeuble d'intérêt public (Catégorie IIP)  depuis 1943 .

## Description
C'est un magnifique labyrinthe de galeries souterraines, où se trouvait autrefois le musée de la Préhistoire de Torres Novas. Des légendes et des contes y sont nés, qui hantent encore la ville aujourd'hui. La légende la plus fantastique et la plus célèbre est celle de la grotte qui mène directement au château, mais en réalité, aucun passage de ce type n'a été découvert à ce jour.
On pense qu'il s'agit d'un témoignage vivant de l'homme néolithique, et l'on sait certainement que c'est d'ici que le tuf calcaire a été prélevé pour construire les maisons du village et peut-être le château.

## Galerie

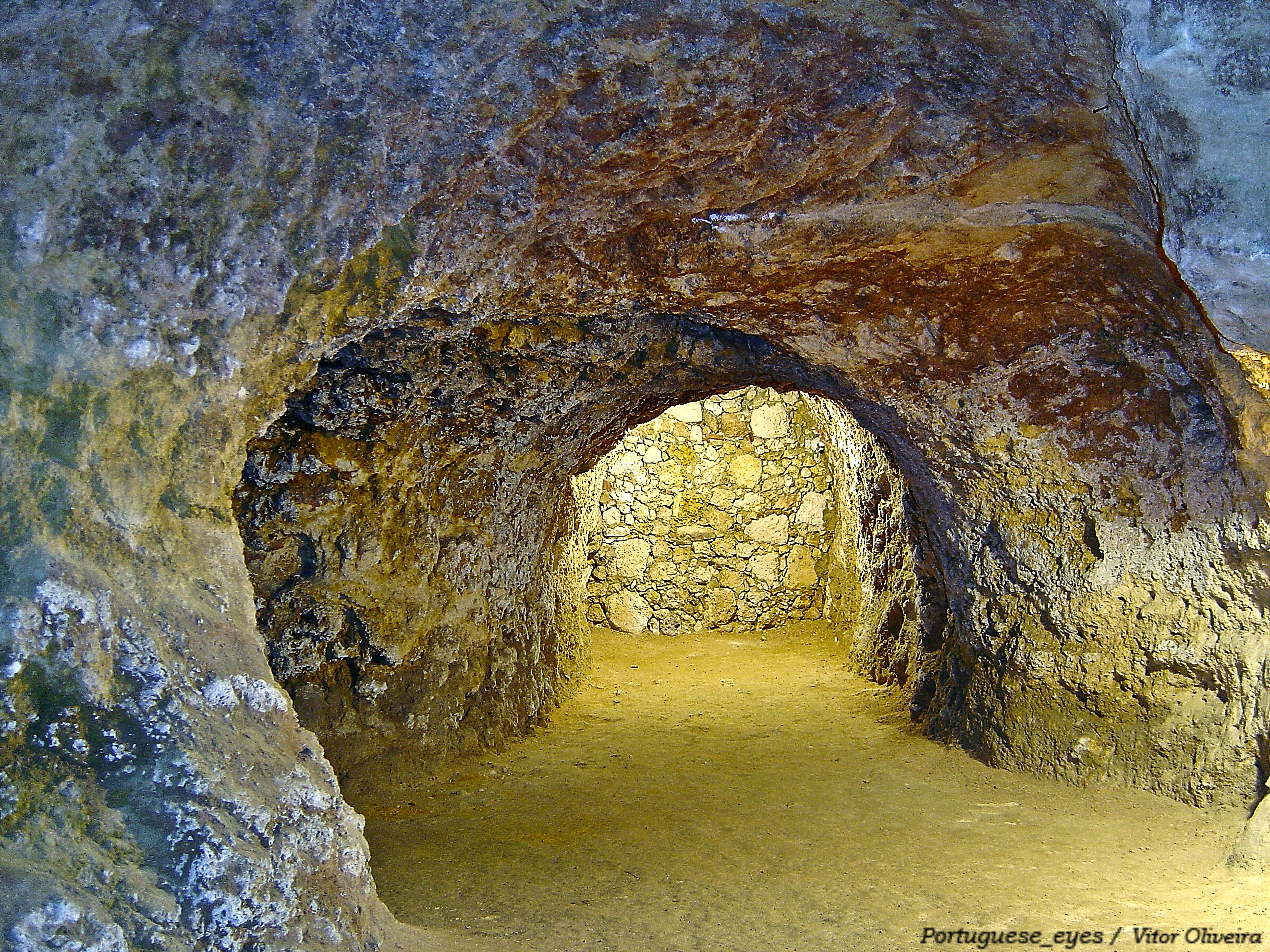
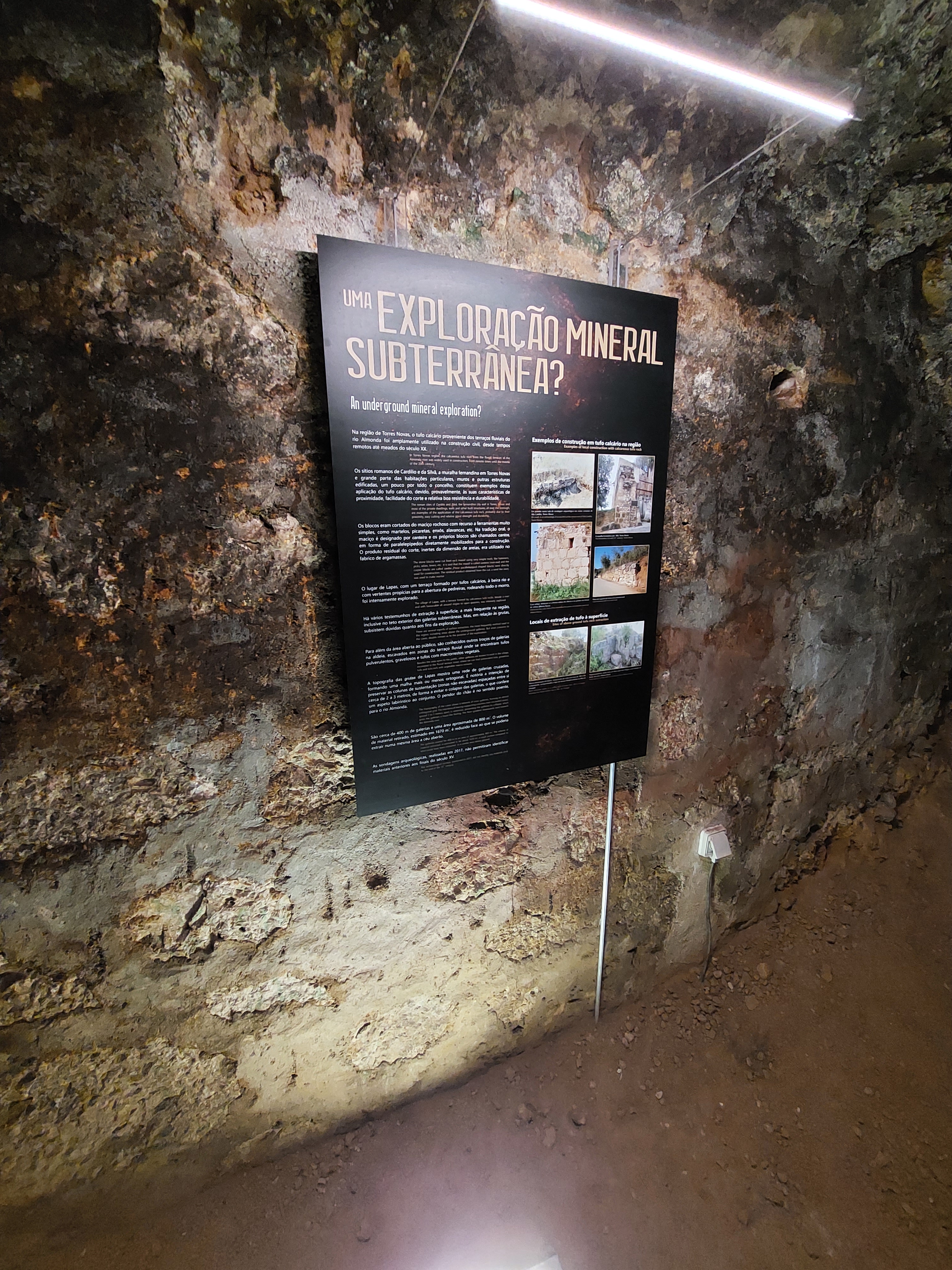